# 浅野辰雄
浅野 辰雄（あさの たつお、1916年1月1日 - 2006年9月15日）は、日本の映画監督、脚本家、映画プロデューサーである。ドキュメンタリー映画『号笛なりやまず』の監督であり、ジョセフ・フォン・スタンバーグ監督の『アナタハン』ではスタンバーグと脚本を共同執筆したことでも知られる。日本記録映画作家協会委員、「世田谷を記録する会」会長を歴任した。
日本映画データベース等で混同されている大映の製作者・浅野辰雄（1904年 - 没年不詳）は、別人である。

## 人物・来歴

### 講座派の影響下に
1916年（大正5年）1月1日、栃木県宇都宮市に生まれる。北海道函館市の旧制・北海道庁立函館中学校（現在の北海道函館中部高等学校）を卒業して上京、旧制・東京高等工芸学校（現在の千葉大学工学部）機械科に進学するも、在学中に『文芸街』『ズドン』等の文学運動に関係しており、1936年（昭和11年）7月10日、講座派の一斉検挙であるコム・アカデミー事件に関連し、同誌関係者として浅野次郎、中島正伍らとともに検挙されている。同年、同校を中途退学する。
講座派の山田盛太郎の勧めにより、1938年（昭和13年）9月、満22歳のときに芸術映画社演出部に入社、記録映画増産を背景に1939年（昭和13年）9月に発表された『農村に科学あり』で監督に昇進する。1942年（昭和17年）には、馬場英太郎、加藤泰らとともに、満州映画協会啓民映画部に出向する。同時期、『土俵祭』（監督丸根賛太郎、1944年）、『龍の岬』（監督白井戦太郎、1945年）、『乞食大将』（監督松田定次、1945年）を製作した大映京都撮影所の人物として、同姓同名の人物が混同されているが、こちらは浅野が満映に出向した年に大映に入社しており、出身地（岐阜県）も年齢も異なる。浅野は逮捕歴があるため、監督資格を停止されることもあった。この時代の代表作は『煤坑の英雄』（1943年発表）である。
第二次世界大戦後は、朝日映画社にあって、監督作『君たちは喋ることが出来る』を1946年（昭和21年）に発表する。「言論の自由」を得た戦後の民主主義の時代にいかに「喋る」べきかを説く作品で、左翼傾向が強いとされて、劇場公開はされなかった。1947年（昭和22年）には民衆映画 にあって『解放朝鮮を行く』を発表、その後、東宝争議前夜の東宝撮影所（現在の東宝スタジオ）で助監督を務めており、チーフの浅野のセカンドについたのちの映画監督の松林宗恵によれば、「左翼の論客で、今井さん（今井正）をやり込めるくらいのマルキスト」であったという。1949年（昭和24年）には新世界映画社（かつての朝日映画社）と労映国鉄映画製作団の共同製作による『号笛鳴りやまず』といったドキュメンタリー映画を発表した。以降、フリーランスとして活動する。

### 商業脚本家の時代
1952年（昭和27年）7月3日に公開された『風の噂のリル』（監督島耕二、製作・配給新東宝）は、まったくの商業作品、劇映画であったが、須藤勝弥とともに共同脚本を執筆しており、翌1953年（昭和28年）6月28日に公開されたジョセフ・フォン・スタンバーグ監督の『アナタハン』では、スタンバーグと共同脚本を執筆している。同作を製作した滝村和男が製作した『人生読本 花嫁の性典』（監督仲木繁夫）の脚本を若井基成と共同で、『わたしの凡てを』（監督市川崑）の脚本を梅田晴夫・市川崑と共同でそれぞれ執筆し、東宝が配給して、それぞれ同年7月14日、1954年（昭和29年）5月12日に公開されている。『アナタハン』の監督補佐であったシュウ・タグチは、『私はシベリヤの捕虜だった』（監督阿部豊・志村敏夫、製作シュウタグチプロ、配給東宝、1952年4月3日公開）の製作者でもあったが、彼が監督した『台風の眼』では、同じく監督助手であった岩下正美と共同で脚本を執筆、1955年（昭和30年）8月21日に東宝が配給して公開されている。
その後も日活、東映の作品に脚本を提供していたが、1957年（昭和32年）5月1日に新東宝が配給して公開された『日本刀物語』では、若井基成・安藤巌と共同で脚本を執筆し、同じく共同で監督し、8年ぶりで監督業に復帰した。新東宝の初代社長佐生正三郎が代表を務める映画製作会社日米映画が日本テレビ放送網と提携して製作、テレビ放映の数日後に劇場公開する「テレビ映画」のシリーズを開始、浅野は『麻薬街の殺人』、『殺人と拳銃』、『野獣群』の3作を同年11月から翌1958年（昭和33年）4月にかけて監督している。1959年（昭和34年）11月12日に公開された『雪崩の中の花嫁』を監督 して以降は、日活・新東宝の商業作品に脚本を提供するかたわら、『大いなる歩み』（1960年発表）、『人間の復活』（1963年発表）といったドキュメンタリー映画の製作・演出に復帰した。
1961年（昭和36年）8月31日、新東宝が倒産、関西支社を中心に設立した新東宝興業（現在の新東宝映画）がピンク映画（成人映画）の製作・配給を開始、浅野は1964年（昭和39年）に『カメラは見た 痴漢』を製作・監督、同作は同年7月15日に公開されている。そのいっぽうで、同年にはドキュメンタリー映画『北海に生きる』（製作春秋映画）を監督、第19回毎日映画コンクールで企画賞を受賞している。ピンク映画については、翌1965年（昭和40年）3月に公開された『濡れた牝馬』（製作国映）、同年4月公開の『売春』（製作東京放映）、同年8月公開の『女心の唄』（製作東京放映）、同年11月公開の『十八人の脱走娘』（製作インテリア）を監督して以降は関わっていない。

### 世田谷を記録する会の時代
1970年（昭和45年）以降は、記録映画に専念し、1972年（昭和47年）には『山のこだま』（製作日映科学映画製作所）、1976年（昭和51年）には『東京の下町』（製作日本記録映画作家協会・東京を記録する会）を監督している。1991年（平成3年）、日本シナリオ作家協会が主宰する「第14回シナリオ功労賞」を杉本彰、山田典吾、井手雅人（以下故人）、池田一朗、川西正純、田辺虎男とともに受賞する。
2006年（平成18年）9月15日、東京都内で死去した。満90歳没。2007年（平成19年）7月27日 - 同年9月26日に東京国立近代美術館フィルムセンターで行われた特集「逝ける映画人を偲んで 2004-2006」では、浅野を偲び、8月5日・9月7日に『アナタハン』、8月22日に『号笛鳴りやまず』が上映された。

## おもなフィルモグラフィ
製作・監督・脚本・編集等のクレジットについては、公開年月日の右側に付した。東京国立近代美術館フィルムセンター（NFC）等の所蔵状況についても記す。

### 1940年代
- 『農村に科学あり』 : 製作芸術映画社、1939年9月製作 - 監督（デビュー作）
- 『知られざる人々』 : 製作芸術映画社、配給東宝、1940年10月30日公開 - 監督
- 『生活と緑地』 : 製作・提供芸術映画社、1940年10月31日公開 - 監督
- 『今日の戦ひ』 : 監督・撮影中山良夫、製作芸術映画社、配給映画配給社、1942年8月27日公開 - 脚本・編集
- 『南方の友へ』 : 監督石本統吉、製作芸術映画社、配給映画配給社、1942年9月3日公開 - 編集
- 『用意はよいか』 : 製作満州映画協会啓民映画部、1942年発表 - 監督
- 『煤坑の英雄』 : 製作満州映画協会啓民映画部、1943年発表 - 監督
- 『規律と生涯』 : 製作満州映画協会啓民映画部、1944年発表 - 監督

- 『君たちは喋ることが出来る』 : 製作朝日映画社、1946年発表 - 監督
- 『解放朝鮮を行く』 : 製作民衆映画[17]、1947年発表 - 監督
- 『号笛鳴りやまず』 : 製作労映国鉄映画製作団・新世界映画社、1949年発表 - 監督

### 1950年代
- 『風の噂のリル』 : 監督島耕二、製作・配給新東宝、1952年7月3日公開 - 須藤勝弥と共同脚本
- 『あぶない年頃』 : 監督蛭川伊勢夫、製作新映プロダクション、配給東宝、1953年4月29日公開 - 脚本
- 『アナタハン』 : 監督ジョセフ・フォン・スタンバーグ、製作大和プロダクション・スタンバーグプロダクション、配給東和・東宝SY系、1953年6月28日公開 - スタンバーグと共同脚本、92分の上映用プリントをNFC所蔵[5]
- 『人生読本 花嫁の性典』 : 監督仲木繁夫、製作滝村プロダクション、配給東宝、1953年7月14日公開 - 若井基成と共同脚本
- 『わたしの凡てを』 : 監督市川崑、製作・配給東宝、1954年5月12日公開 - 梅田晴夫・市川崑と共同脚本
- 『恐怖のカービン銃』 : 製作蟻プロダクション、配給新東宝、1954年8月3日公開 - 脚本/田口哲と共同で監督[5]、45分の上映用プリントをNFC所蔵[5]
- 『地獄の用心棒』 : 監督古川卓巳、製作・配給日活、1955年3月11日公開 - 古川卓巳と共同脚本
- 『台風の眼』 : 監督シュウ・タグチ、製作シュウタグチプロダクション、配給東宝、1955年8月21日公開 - 岩下正美と共同脚本
- 『白浪若衆 江戸快盗伝』 : 監督小林桂三郎、製作・配給日活、1955年9月7日公開 - 脚本
- 『東京魔天街』 : 監督津田不二夫、製作東映東京撮影所、配給東映、1955年10月25日公開 - 脚本
- 『地獄の波止場』 : 監督小杉勇、製作・配給日活、1956年3月14日公開 - 脚本、87分の上映用プリントをNFC所蔵[5]
- 『日本刀物語』 : 製作浅野プロダクション、配給新東宝、1957年5月1日公開 - 本多将孝と共同製作/若井基成・安藤巌と共同で監督・脚本
- 『麻薬街の殺人』 : 製作日米映画・日本テレビ放送網、配給新東宝、1957年11月23日公開（20日先行放映[12]） - 製作・監督/西沢治・野上徹夫と共同脚本
- 『殺人と拳銃』 : 製作日米映画・日本テレビ放送網、配給新東宝、1958年2月15日公開（9日先行放映[12]） - 製作・監督/西沢治と共同脚本
- 『野獣群』 : 製作日米映画・日本テレビ放送網、配給新東宝、1958年4月12日公開（先行放映日不明[12]） - 製作・監督/西沢治と共同脚本
- 『人魚昇天』 : 監督田口哲、製作歌舞伎座、配給松竹、1958年10月21日公開 - 関沢新一と共同脚本
- 『洞窟の秘密』 : 監督青戸隆幸、製作新東テレビ映画、配給新東宝、1959年1月27日公開 - 脚本
- 『太陽に背く者』 : 監督酒井辰雄、製作松竹京都撮影所、配給松竹、1959年6月21日公開 - 関沢一郎・瀬川昌治と共同脚本、100分の上映用プリントをNFC所蔵[5]
- 『雪崩の中の花嫁』 : 製作・配給新東宝、1959年11月12日公開[19] - 監督/西沢治と共同脚本[8]

### 1960年代
- 『白い閃光』 : 監督古川卓巳、製作・配給日活、1960年4月27日公開 - 古川卓巳と共同脚本
- 『大いなる歩み』 : 1960年発表 - 監督
- 『人間の復活』 : 1963年発表 - 監督
- 『探偵事務所23 銭と女に弱い男』 : 監督柳瀬観、製作・配給日活、1963年7月7日公開 - 山中耕人と共同脚本
- 『猟人日記』 : 監督中平康、製作・配給日活、1964年4月19日公開 - 脚本、123分の上映用プリントをNFC所蔵[5]
- 『カメラは見た 痴漢』[1][2]（『痴漢』『カメラは見た 痴情』[7]） : 製作浅野プロダクション、配給新東宝映画、1964年7月15日公開 - 監督・脚本
- 『北海に生きる』 : 製作春秋映画、1964年発表 - 監督、第19回毎日映画コンクール企画賞[20]
- 『濡れた牝馬』 : 製作国映、1965年3月公開 - 監督
- 『売春』 : 製作東京放映、1965年4月公開 - 監督
- 『女心の唄』 : 出演バーブ佐竹、製作東京放映、1965年8月公開 - 監督
- 『渡世一代』 : 監督斎藤武市、製作・配給日活、1965年7月3日公開 - 田辺五郎と共同脚本
- 『十八人の脱走娘』 : 製作インテリア、1965年11月公開 - 監督
- 『日本の工作機械』 : 1968年発表 - 監督
- 『ある少女の告白 純潔』 : 監督森永健次郎、製作・配給日活、1968年12月14日公開 - 脚本

### 1970年代以降
- 『後継者』 : 1970年発表 - 監督
- 『山のこだま』 : 製作日映科学映画製作所、1972年発表 - 監督・製作・脚本
- 『この美しい国土を』 : 製作日映科学映画製作所、1975年発表 - 監督、文部省特選[3]
- 『東京の下町』 : 製作日本記録映画作家協会・東京を記録する会、1976年発表 - 監督
- 『健康をつくる食事 4群点数法』 : 1977年発表 - 監督
- 『古民家は語る』 : 製作世田谷を記録する会、1978年発表 - 監督
- 『今こそ自由を! 金大中氏らを救おう』 : 監督川本博康、製作日本ビジュアルコミュニケーションセンター、1980年発表 - 製作・脚本、ライプツィヒ国際短篇映画祭エゴン・エルウィン・キッシュ賞
- 『代官 弥十郎の栄光と悲哀』 : 製作世田谷を記録する会、1981年発表 - 監督
- 『非行への入り口』 : 製作精光映画社、1982年発表 - 監督
- 『あやまちはくりかえしません 国家機密法は許さない』 : 1985年発表 - 監督
- 『猿若町の歴史』 : 1988年発表 - 監督
- 『甦える珂碩上人倚像』 : 監督川本博康、製作日本ビジュアルコミュニケーションセンター、1988年発表 - 製作・脚本
- 『サケよ帰れ ふるさとへ』 : 製作世田谷を記録する会、1991年発表 - 監督
- 『歴史を未来へ 文化遺産の継承』 : 製作世田谷を記録する会、1992年発表 - 監督
- 『甦った清瀬の古民家』 : 1995年発表 - 監督

## ビブリオグラフィ
国立国会図書館蔵書による浅野の論文・掲載シナリオの一覧。
- 『海霧』、『月刊シナリオ』第12巻第3号所収、シナリオ作家協会、1956年1月発行（『地獄の波止場』題で映画化[25]）
- 『追悼・若井基成』（浅野辰雄・石森史郎）、『月刊シナリオ』第26巻第1号所収、シナリオ作家協会、1970年1月発行
- 『私の余暇』、『前衛』第6巻通巻466号所収、日本共産党中央委員会、1981年6月発行